# Duntocher
Duntocher är en ort i Storbritannien.   Den ligger i kommunen West Dunbartonshire och riksdelen Skottland, i den nordvästra delen av landet, 600 km nordväst om huvudstaden London. Duntocher ligger 57 meter över havet och antalet invånare är 7 036.
Terrängen runt Duntocher är platt åt sydost, men åt nordväst är den kuperad. Terrängen runt Duntocher sluttar söderut. Runt Duntocher är det mycket tätbefolkat, med 2 811 invånare per kvadratkilometer. Närmaste större samhälle är Glasgow, 11,8 km sydost om Duntocher. Runt Duntocher är det i huvudsak tätbebyggt.